# ベンヤミン・フッケル
ベンヤミン・フッケル（Benjamin Huggel, 1977年7月7日 - ）は、スイス、ドルナッハ出身の元スイス代表サッカー選手。現役時代のポジションはMF。スーパーリーグ・FCバーゼルに長く所属した。

## 経歴

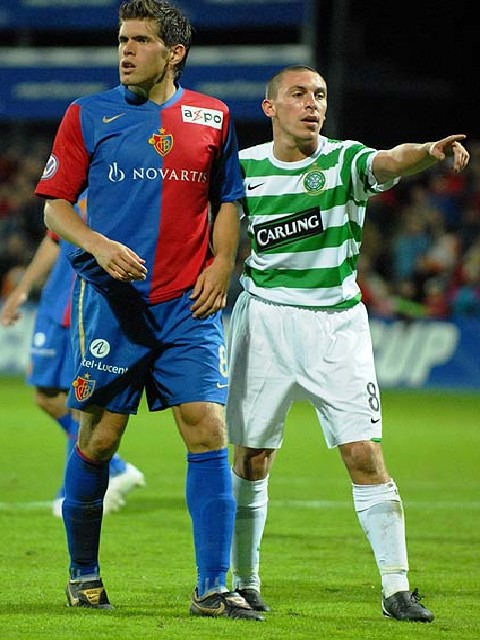
バーゼルでプレーするフッケル

1998年、FCバーゼルでプロデビュー。2005年から2007年までの2年間はアイントラハト・フランクフルトでプレーしているが、この2年間以外は2012年に引退するまでバーゼル一筋でプレーした。
またスイス代表としては2003年8月20日のフランス戦でA代表デビューを果たし、EURO2004、EURO2008に出場している。しかし、2006 FIFAワールドカップ欧州予選プレーオフ2ndレグのトルコ戦では試合終了後の乱闘騒ぎで、相手スタッフに暴力を振るって、FIFAから6試合（最終的には4試合）の出場停止を言い渡され、処分が適用されるのはグループリーグ第1戦のフランス戦からの為、結果的にワールドカップ出場を棒に振ることになってしまった。皮肉にも処分が終了したのはスイスが敗退した決勝トーナメント1回戦のウクライナ戦であった。

## 所属クラブ
- FCバーゼル 1998-2005, 2007-2012
- アイントラハト・フランクフルト 2005-2007

## 代表歴

### 出場大会
- スイス代表
  - 2010 FIFAワールドカップ

### 試合数
- 国際Aマッチ 41試合 2得点（2003年-2010年）[1]

| スイス代表 | 国際Aマッチ | 国際Aマッチ |
| 年         | 出場        | 得点        |
| ---------- | ----------- | ----------- |
| 2003       | 3           | 0           |
| 2004       | 9           | 0           |
| 2005       | 4           | 0           |
| 2006       | 2           | 0           |
| 2007       | 4           | 0           |
| 2008       | 7           | 0           |
| 2009       | 7           | 2           |
| 2010       | 5           | 0           |
| 通算       | 41          | 2           |

## タイトル
- FCバーゼル
  - スイス・カップ：2002, 2003, 2008, 2010
  - スーパーリーグ：2002, 2004, 2005, 2008, 2010
  - ウーレンカップ：2003, 2008